# ☆Seventh★Heaven☆/…Out of control…
「☆Seventh★Heaven☆/…Out of control…」（セブンス ヘブン/アウト・オブ・コントロール）は、ザ・チルドレンの4枚目、可憐GUY'sの2枚目の楽曲。シングルとして2010年7月28日にジェネオン・ユニバーサルから発売された。

## 概要
OVA『絶対可憐チルドレン』の主題歌と挿入歌を収録している。CDジャケットは、ダブルジャケットになっており、原作者・椎名高志の描き下ろしによるザ・チルドレンのメンバー明石薫、野上葵、三宮紫穂と、可憐GUY'sのメンバー兵部京介、皆本光一、賢木修二のイラストが描かれている。
初回特典として、「スペシャル着ボイスがダウンロードできるパスワード入りカード」が同梱されている。

## 収録曲
（全作詞：六ツ見純代）
1. ☆Seventh★Heaven☆ [4:03] 
歌：ザ・チルドレン starring 平野綾&白石涼子&戸松遥
作曲：okky、編曲：前口渉
  - OVA『絶対可憐チルドレン』主題歌
2. …Out of control… [3:35] 
歌：可憐GUY's starring 中村悠一 and 谷山紀章 also 遊佐浩二
作曲：渡辺拓也、編曲：増田武史
  - OVA『絶対可憐チルドレン』挿入歌
3. ☆Seventh★Heaven☆（INST）
4. …Out of control…（INST）